# ベルトルト・デルブリュック
ベルトルト・グスタフ・ゴットリープ・デルブリュック（ドイツ語: Berthold Gustav Gottlieb Delbrück、1842年7月26日 - 1922年1月3日）は、ドイツの言語学者。青年文法学派の代表的な学者のひとりで、とくにインド・ヨーロッパ語族の統辞論の歴史的研究で知られる。

## 生涯
1842年、リューゲン島のプットブス(de)で生まれた。ハレ大学とベルリン大学で学び、1863年にハレ大学の博士の学位を取得した。ハレ大学ではアウグスト・フリードリヒ・ポットやルドルフ・ハイム、ベルリン大学ではフランツ・ボップ、アルブレヒト・ヴェーバー、ハイマン・シュタインタールらの下で学んだ。
サンクトペテルブルクの義父のもとに長期滞在し、その地でオットー・フォン・ベートリンクらと親交を結んだ。
1867年にハレ大学の教授資格を得て同大学で教えはじめた。1870年にイェーナ大学に移り、アウグスト・レスキーンの後任として比較言語学とサンスクリットの員外教授（1873年に正教授）に就任した。1922年にイェーナで没した。

## 家族・親族
- いとこ：ハンス・デルブリュックは歴史学者・政治家[1]。

## 主な業績
『言語研究入門』は、比較言語学の方法論に関する代表的な入門書であり、比較方法の研究史について詳しく記す。デルブリュックの生前に6版まで出版され、また英語・イタリア語・ロシア語に翻訳された。
- Einleitung in das Sprachstudium. Bibliothek indogermanischer Grammatiken IV. Leipzig: Breitkopf und Härtel. (1880)

デルブリュックは印欧語比較統辞論の創始者で、古い時代の文献に見られる構文の特徴を比較研究した。
エルンスト・ヴィンディシュと共著の『統辞論研究』(1871-1888、全5巻) では、サンスクリットと古代ギリシア語の統辞論の研究を行った。
- Syntaktische Forschungen. Halle an der Saale: Buchhandlung des Waisenhauses. (1871-1888)

カール・ブルークマンと共著の『印欧語比較文法概説』(1886-1900)は全5部からなるが、うち第3部(1893)・第4部(1897)・第5部(1900)はデルブリュックによる『印欧語比較統辞論』になっている。
- Vergleichende Syntax der indogermanischen Sprachen 1. Grundriss der vergleichenden Grammatik der indogermanischen Sprachen III. Strassburg: Karl J. Trübner. (1893)
- Vergleichende Syntax der indogermanischen Sprachen 2. Grundriss der vergleichenden Grammatik der indogermanischen Sprachen IV. Strassburg: Karl J. Trübner. (1897)
- Vergleichende Syntax der indogermanischen Sprachen 3. Grundriss der vergleichenden Grammatik der indogermanischen Sprachen V. Strassburg: Karl J. Trübner. (1900)

なお、ブルークマンはこの本の改訂版を出版したが、途中で没したために文論にあたる第5部の改訂版は出版されなかった。
ゲオルク・クルツィウスが青年文法学派の綱領である例外のない音法則を批判すると、それに対する反論『最近の言語研究』を書いている。
- Die neueste Sprachforschung. Betrachtungen über Georg Curtius Schrift zur Kritik der neuesten Sprachforschung. Leipzig: Breitkopf und Härtel. (1885)

ヴィルヘルム・ヴントが『民族心理学』の最初の2巻「言語」を発表すると、デルブリュックは長大な書評を著して批判した。デルブリュックはヘルマン・パウルとともにヴントの批判者だった。ヴントはこれに対してやはり長大な反論を書いている。
- Grundfragen der Sprachforschung mit Rücksicht W. Wundts Sprachpsychologie erörtert. Strassburg: Karl J. Trübner. (1901)